# Teurajoki
Teurajoki är ett 38 kilometer långt vattendrag i Pajala kommun, Norrbottens län. Vattendraget har Kalixälven som huvudavrinningsområde samt är drabbat av miljögifter och förändrade habitat.